# Карл Попоушек
Карл Йозеф Попоушек, също Карл Йосифов Папаушек или Карл Йозеф Папоушек, е български издател и общественик от чешки произход.

## Биография
Роден е на 9 април 1894 г. в Търново. Той е третият син на Йозеф Папоушек, музикант и диригент. Заедно със семейството си се премества във Враца. Във Враца започва да се занимава с печатарство. Участва в Първата световна война, заедно с двамата си братя като чужди граждани. След това получават българско гражданство. Награден е с два медала за храброст. Установява се за дълги години в Ботевград, където живее неговата леля. От самото начало той започва да се занимава с печатарство, като откупува печатарската машина на Никола Сапунджиев. Създава собствена книжарница – печатница „Карло Йосифов“, където наред с книжарските стоки ежедневно се отпечатвали обяви, съобщения, листовки, некролози. На печатарски занаят той обучава много местни младежи – Иван Василев, Васил Бизовски, Христо Гурбов, племенника на Георги Йосифов, братята Георги и Иван Налбатски, които по-късно списват издавания от него вестник „Орханиец“. Първият му брой е отпечатан на 1 януари 1927 г. под името „Орханийски новини“, от брой 3 продължава, като „Орханиец“, а от 1935 г. Името му е „Ботевградски новини“, до последния му брой от 22 юни 1941 г.
Извън заниманията си в книжарницата, печатницата на Карло Йосифов участва активно в културния, обществения и спортен живот на града. Най-деен е местният печатар в организацията на спортното дружество „Орханийски юнак“, на което е и секретар-касиер. Карло взема участие във всички международни прояви на „Юнаците“ Той обича да пътува и през различни години посещава Париж, Рим, Лондон. При едно от тези пътешествия донася в Орхание киномашина, с която в местното читалище се прожектира нямо кино.
Участва в комисията по преименуването на Ботевград през декември 1934 г.
Премества се да живее в София. Умира след тежко боледуване през 1964 г.

### Дарителска дейност
През 1938 – 1939 г. дарява средства за построяване на бюст-паметника на Христо Ботев в Ботевград.
Дарява средства за изграждане на паметника на Апостола на свободата Васил Левски във Велико Търново. През 1950 г. напуска Ботевград и дарява печатницата на общината. Част от машините дарява на Университета във Варна.